# Undead (Ten Years After)
Undead è un live album dei Ten Years After ed è stato pubblicato nel 1968. È stato registrato dal vivo in un piccolo circolo jazz di Londra, il Klook's Kleek. La ristampa del 2002 contiene quattro brani aggiuntivi rispetto all'LP originale.

## Tracce

### LP
1. I May Be Wrong But I Won't Be Wrong Always (Alvin Lee)- 9:49
2. At the Woodchopper's Ball (Woody Herman/Joe Bishop)- 7:38
3. Spider in My Web (Alvin Lee)- 7:42
4. Summertime - 5:44
5. I'm Going Home (Alvin Lee)- 6:24

### Ristampa su CD del 2002
1. Rock Your Mama - 3:46
2. Spoonful - 6:23
3. I May Be Wrong, But I Won't Be Wrong Always - 9:49
4. Summertime - 5:44
5. Spider in My Web - 7:43
6. (At the) Woodchopper's Ball - 7:38
7. Standing at the Crossroads - 4:10
8. I Can't Keep From Crying, Sometimes / Extension on One Chord / I Can't Keep From Crying Sometimes - 17:04
9. I'm Going Home - 6:24

## Formazione
- Alvin Lee - chitarra, voce
- Chick Churchill - organo
- Ric Lee - batteria
- Leo Lyons - basso elettrico